# Augsburger Reichs- und Religionsfrieden

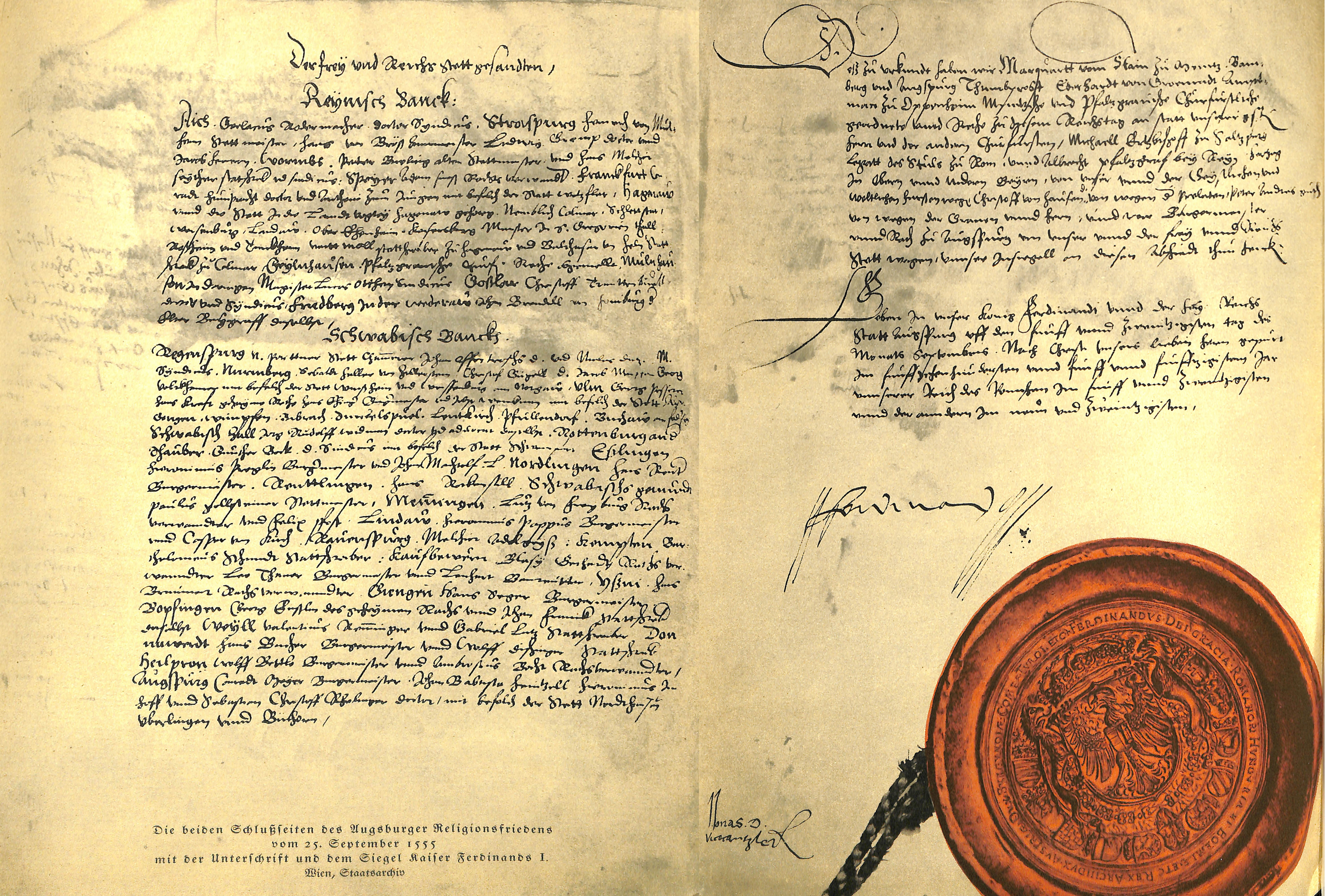
Detail der Vertragsurkunde mit der Unterschrift und dem Siegel Kaiser Ferdinands I.

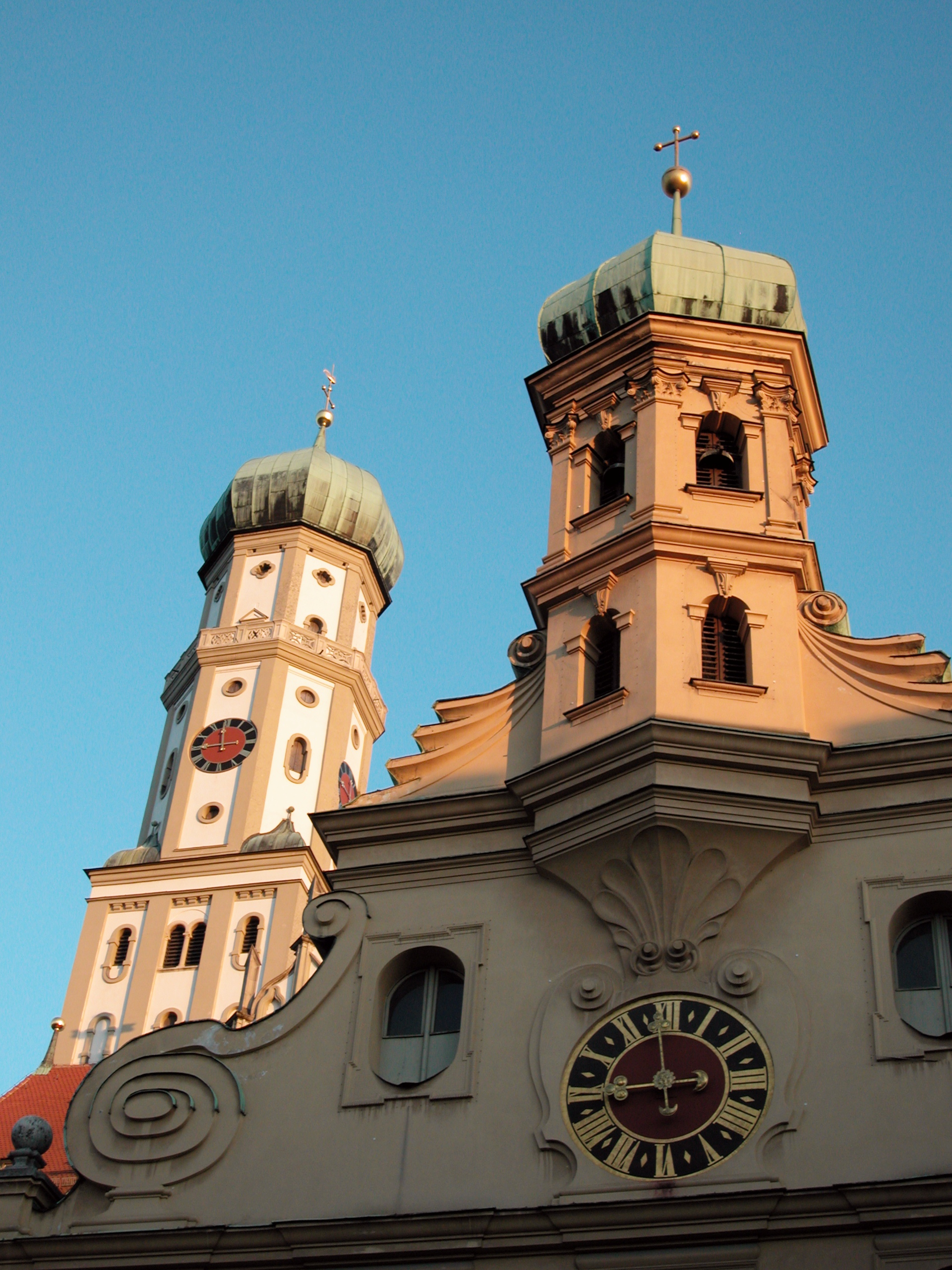
Augsburg: Die beiden Türme der evangelischen (im Vordergrund) und der katholischen Ulrichskirche stehen für den Religionsfrieden in der Stadt.

Als Augsburger Reichs- und Religionsfrieden (oft kurz Augsburger Religionsfrieden) wird ein Reichsgesetz des Heiligen Römischen Reichs bezeichnet, das den Anhängern der Confessio Augustana (eines Bekenntnistextes der lutherischen Reichsstände) dauerhaft ihre Besitzstände und freie Religionsausübung zugestand. Das Gesetz wurde am 25. September 1555 auf dem Reichstag zu Augsburg zwischen Ferdinand I., der seinen Bruder Kaiser Karl V. vertrat, und den Reichsständen geschlossen.
Der Augsburger Reichsabschied setzt sich aus zwei großen Teilen zusammen: den Regelungen, die ausschließlich das Verhältnis der Konfessionen bestimmten (Augsburger Religionsfrieden, §§ 7–30), und denjenigen, die allgemeinere politische Beschlüsse festsetzten (Reichsexekutionsordnung, §§ 31–103).
Mit dem Augsburger Friedenswerk wurden erstmals durch reichsrechtliche Beschlüsse die grundlegenden Bedingungen für eine friedliche und dauerhafte Koexistenz von Luthertum und Katholizismus im Heiligen Römischen Reich Deutscher Nation festgesetzt. Dazu zählten einerseits eine weitgehende Verwirklichung der Parität der Konfessionen durch den Gleichheitsgrundsatz, andererseits die implizite Verkündung eines Landfriedens, denn „in währender Spaltung der Religion ein ergäntzte Tractation und Handlung des Friedens in beeden, der Religion, prophan und weltlichen Sachen, nicht fürgenommen wird“ (§ 13 des Reichsabschiedes). Außerdem verdrängte der Augsburger Reichs- und Religionsfrieden die Idee des universalen christlichen Kaisertums, wobei die Vorstellung einer eventuellen späteren Wiedervereinigung der beiden Konfessionen nicht ausgeschlossen wurde. Im Allgemeinen wird der Augsburger Religionsfrieden als vorläufiger Abschluss des Reformationszeitalters in Deutschland angesehen, das 1517 durch Martin Luther initiiert worden war.
Nach langwierigen Verhandlungen einigte man sich auf das ius reformandi: Vermittels der (nachträglich eingeführten) Formel Cuius regio, eius religio ermächtigte der Augsburger Religionsfrieden den jeweiligen Landesherrn dazu, die Religion seiner Untertanen zu bestimmen; letzteren hingegen wurde mit dem ius emigrandi das Recht eingeräumt, ihr Land zu verlassen. Neben diesen einfachen und leicht verständlichen Grundregelungen befanden sich bei näherer Betrachtung jedoch auch komplizierte Sonder- und Ausnahmeregelungen im Kontrakt, die nicht selten in sich widersprüchlich waren und den Religionsfrieden dadurch zu einem verwirrenden und komplizierten Vertragswerk machten. Daraus resultierten in der Folgezeit zahlreiche theologische Kontroversen, die insbesondere im Zuge der zunehmenden Verschärfung der Konfliktlage ab den 1570er Jahren ihren Höhepunkt erreichten.
Bezüglich der langfristigen Folgen des Augsburger Religionsfriedens lässt sich daher feststellen, dass er zwar einerseits in manchen konfessionellen und politischen Sachverhalten rechtliche Klarheit schuf, wodurch er eine der längsten Friedensperioden im Reich (von 1555 bis 1618) einläutete; andererseits bestanden jedoch einige Probleme unterschwellig fort, andere wiederum wurden sogar erst durch Unklarheiten, Widersprüche und Komplikationen neu geschaffen. Zusammen trugen diese zur Vergrößerung des konfessionellen Konfliktpotenzials bei, das 1618 gemeinsam mit den latenten politischen Ursachen zum Ausbruch des Dreißigjährigen Krieges führen sollte.

## Vorgeschichte

Kaiser Karl V. nach der Schlacht bei Mühlberg, Gemälde Tizians von 1548

Zu Beginn der 1530er-Jahre breitete sich die Reformation in vielen Territorien und Reichsstädten des Heiligen Römischen Reiches aus. Damit stellte sich die Frage nach der rechtlichen Stellung des Protestantismus, dessen Lehren offiziell als Häresie galten. In den Augen vieler Katholiken musste der römisch-deutsche Kaiser der Verbreitung solcher „Irrlehren“ entgegentreten. Infolge des Augsburger Reichstages von 1530 änderte sich nichts an der reichsrechtlichen Stellung des Protestantismus, zumal die Confessio Augustana, eine grundlegende Bekenntnisschrift des Luthertums, vom Kaiser und den katholischen Ständen nicht angenommen wurde (siehe auch Confutatio Augustana). Um eine mögliche militärische Rekatholisierung protestantischer Gebiete zu verhindern, gründeten die protestantischen Reichsstände daraufhin am 27. Februar 1531 den Schmalkaldischen Bund. In den folgenden Jahren fanden mehrere Religionsgespräche statt, um die Einheit der Kirche wiederherzustellen. Als diese – auch wegen politischer Motive – scheiterten, beschloss Kaiser Karl V., militärisch gegen den Bund vorzugehen, und besiegte ihn im Schmalkaldischen Krieg 1547.
Auf dem „geharnischten“ Augsburger Reichstag von 1548 (der so genannt wurde, da Karls Truppen noch im Reich standen) versuchte der Kaiser, seinen militärischen Sieg bei Mühlberg auch politisch zu nutzen: Er zwang die protestantischen Reichsstände, das Augsburger Interim anzunehmen. Das Interim sollte die kirchlichen Verhältnisse regeln, bis ein allgemeines Konzil über die Wiedereingliederung der Protestanten in die katholische Kirche endgültig entscheiden würde. Die von Karl erlassenen, weitgehend prokatholischen Bestimmungen wurden aber außer in der direkten Reichweite der kaiserlichen Macht im Süden des Reiches und in den Reichsstädten nicht oder nur halbherzig durchgesetzt.
Gleichzeitig stellte sich die Frage, wer die Nachfolge Karls V. im Reich antreten sollte. Auch diese Problematik trug zur Verschärfung des bestehenden Konflikts zwischen Ständen und Kaiser bei: Der Kaiser selbst versuchte seinen Plan der sogenannten Spanischen Sukzession, das heißt die Übertragung der römisch-deutschen Kaiserwürde auf seinen Sohn Philipp II. von Spanien zu Lebzeiten, im Reich durchzusetzen. Sein Bruder Ferdinand I., der bereits 1531 zum römischen König gewählt worden war, wollte hingegen die Kaiserkrone für sich und seine Nachfahren in Anspruch nehmen. Die Mehrheit der Reichsstände war in dieser Angelegenheit eher der Position Ferdinands zugeneigt. Sie befürchteten, dass ein Nachfolger aus der spanischen Linie ein erster Schritt zu einer erblichen, habsburgischen Universalmonarchie wäre. Hinzu kam, dass dadurch gleichzeitig ihre teutsche Libertät, ihre ständischen Freiheiten, erheblich begrenzt würde.
Moritz von Sachsen hatte trotz seines protestantischen Glaubens den Kaiser im Schmalkaldischen Krieg unterstützt und erhielt dafür 1547 die sächsische Kurwürde. Danach befand sich Moritz in einer schwierigen Lage: Er war innerhalb des protestantischen Lagers isoliert, war sich aber im Klaren, dass die starke Position des Kaisers nicht von Dauer sein konnte. Deshalb setzte er sich an die Spitze einer gegen die Spanische Sukzession aufbegehrenden Fürstenrebellion. Wegen dieses Seitenwechsels wurde Moritz von den Katholiken als Judas von Meißen und von den Protestanten als Retter der Reformation bezeichnet. Der folgende Fürstenkrieg traf Karl 1552 völlig unvorbereitet und zwang ihn zur Flucht. Auf den Verhandlungen, die in Passau  zur Beilegung des Konflikts stattfanden, war der Kaiser nicht anwesend. Ferdinand I. trat als Vermittler auf und verhandelte mit den Fürsten.
Generell kam im Reich nach den zahlreichen Unruhen und Konfessionskriegen der Reformationszeit allmählich die Sehnsucht nach Frieden auf. Unmittelbar auf den Fürstenkrieg folgte der Zweite Markgrafenkrieg (1552–1555), ausgelöst durch die territorialen Ansprüche Albrecht Alcibiades’, des Markgrafen von Brandenburg-Kulmbach. Das militärische und politische Patt zwischen Lutheranern und Katholiken verringerte die Hoffnung, das eigene Einflussgebiet weiter ausdehnen zu können. Dies begünstigte Friedensneigungen – beide Seiten waren bereit, für eine umfassende Friedensregelung Zugeständnisse zu machen.
Ferdinand I., Bruder des amtierenden Kaisers Karl V., war wohl durch den Schmalkaldischen Krieg und den darauf folgenden Fürstenaufstand zu der Einsicht gekommen, dass sich der Protestantismus nicht mit militärischen Mitteln niederringen ließe. Er berief daraufhin 1552 einen Reichstag in Passau ein, um mit Fürsten und Ständen einer nun vergleichsweise kompromissbereiten Generation über das Verhältnis der beiden Konfessionen zu verhandeln. Der daraufhin entstandene Passauer Vertrag, dessen Regelungen zeitlich befristet waren, war aber lediglich eine religionspolitische „Übergangslösung“, ein „Waffenstillstand“. Grund dafür war die Weigerung Karls, einen Vertrag zu unterzeichnen, der den Protestanten dauerhafte Konzessionen machte. Dennoch war der Passauer Vertrag ein Schritt zu einem dauerhaften Frieden, der drei Jahre später in Augsburg geschlossen werden sollte.
Nach dem Passauer Vertrag sah Karl V. ein, dass seine hoch gesteckten politischen Ziele im Reich zum größten Teil gescheitert waren, und leitete langsam seinen Rücktritt ein. Er siedelte 1553 nach Brüssel über und kehrte zeitlebens nicht mehr ins Reich zurück. Die Reichspolitik legte er fast vollständig in Ferdinands Hände.

## Der Reichstag von 1555

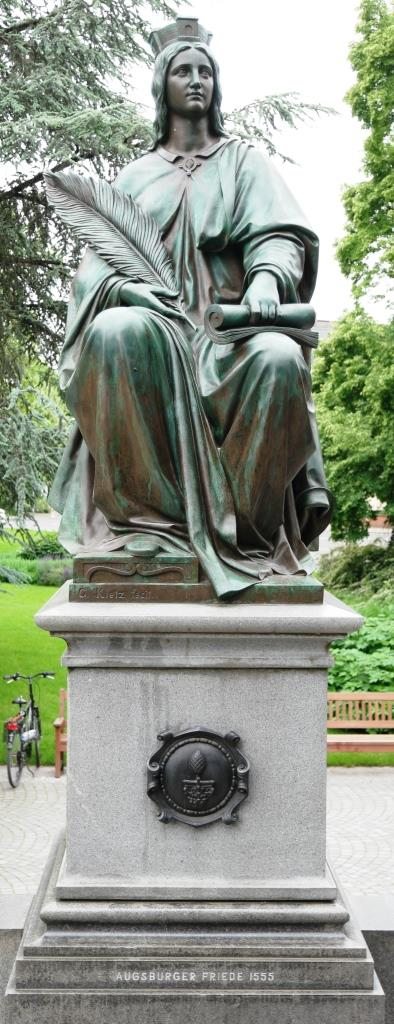
Allegorie Augsburger Frieden 1555, Teil des Lutherdenkmals in Worms

Durch sein Versprechen, die Religionsfrage im Reich auf dem nächsten Reichstag zu regeln, sah sich Karl in die Defensive gedrängt und versuchte diesen so lang wie möglich aufzuschieben. Erst nach langem Drängen der Reichsstände gab Kaiser Karl V. 1553 nach. Am liebsten hätte der Kaiser auch auf diesem Reichstag wieder nur eine vorläufige Regelung verfügt, die Reichsstände drängten aber auf eine dauerhafte Lösung. Auf keinen Fall wollte der Kaiser persönlich am Reichstag teilnehmen. Aus den Briefen des Kaisers geht hervor, dass er dies zum Teil aus Rücksicht auf sein persönliches Seelenheil, aber auch aus gesundheitlichen Gründen tat.
Nachdem sich die Reichsstände in Augsburg versammelt hatten, wurde der Reichstag am 5. Februar unter der Leitung Ferdinands I. eröffnet.
In der Reichstagsproklamation vermieden Karl und Ferdinand bewusst jede Erwähnung des Passauer Vertrags. Der Schwerpunkt des Reichstags lag aus ihrer Sicht in der umfassenden Sicherung des Landfriedens. Dieser Themenkomplex war durch vorausgegangene Beratungen gut vorbereitet und konnte relativ schnell abgeschlossen werden. Die recht schwierige Religionsfrage sollte dagegen erst nach Abschluss dieses Themenkomplexes beraten werden, da der Kaiser und sein Bruder befürchteten, dass sich die Reichsstände nicht einigen könnten und der gesamte Reichstag ohne Ergebnis enden würde. Die Reichsstände lehnten eine solche Verhandlungsreihenfolge ab und setzten den Religionsfrieden als ersten Punkt auf die Tagesordnung.
Das Konzept eines politischen Friedens, der die religiösen Differenzen bewusst ausklammerte und auf dem der Augsburger Friedensschluss letztlich beruhte, ging auf einen Vorschlag Moritz von Sachsens während der Passauer Verhandlungen zurück. Dieser Grundgedanke galt als vielversprechend und als idealer Ausgangspunkt für die Lösung der Religionsfrage im Reich, da eine baldige Einigung in theologisch-dogmatischen Fragen sehr unrealistisch war. Die im Reich verbreitete Überzeugung, dass für eine umfassende Friedensregelung eine Wiedervereinigung der Konfessionen Voraussetzung sei, wurde allmählich von der Einsicht abgelöst, dass eine politische Lösung wichtiger als die Beseitigung theologischer Differenzen war.
Eine der Hauptschwierigkeiten während der Verhandlungen war, dass die rechtliche Anerkennung der konfessionellen Spaltung des Reiches nicht mit kanonischem Recht vereinbar war. Umständliche juristische Formulierungen sollten diesen Umstand verschleiern und den katholischen (und besonders den geistlichen) Reichsständen die Annahme des Friedens erleichtern.
Die Frage, ob jede Person frei ihr Bekenntnis wählen konnte oder ob diese Wahlfreiheit nur für die Obrigkeit gelten sollte, war heftig umstritten und war eine der zentralen inhaltlichen Fragen. Vor allem die Protestanten verlangten die Freistellung wenigstens für bestimmte Gruppen von Personen (die Reichsritter, reichsunmittelbare und landsässige Städte). Die schließlich erreichte Einigung mit der Glaubensfreiheit in den Reichsstädten und dem ius emigrandi war eine wichtige Grundlage des gesamten Religionsfriedens. Mittelalterliche Rechtssatzungen gegen Häresie wurden damit faktisch aufgehoben.
Die härtesten und längsten Verhandlungen fanden aber um den geistlichen Vorbehalt statt. Unüberbrückbare theologische, rechtliche und politische Gegensätze drohten mehrfach die Verhandlungen scheitern zu lassen. Die Protestanten konnten den geistlichen Vorbehalt nicht akzeptieren, da sie in ihm eine einseitige Bevorteilung der katholischen Seite sahen. Ferdinand versuchte ihre Zustimmung durch eine geheime Nebenabrede – die Declaratio Ferdinandea – zu erreichen. Letztlich wurde der geistliche Vorbehalt nur kraft Ferdinands königlicher Autorität in den Abschied aufgenommen – die evangelischen Stände hatten ihm nicht zugestimmt. Daraus leiteten diese später die Konsequenz ab, daran auch nicht gebunden zu sein. Die Declaratio Ferdinandea allerdings war gar kein Teil des Vertragswerks. Die Frage ihrer Gültigkeit blieb offen.
Kurz vor Beendigung der Verhandlungen machte der Kaiser gegenüber Ferdinand deutlich, dass er auf keinen Fall bereit sei, den in Augsburg erzielten Kompromiss politisch mitzuverantworten. Karl sah den Bedeutungsverlust des Kaiseramtes, den eine religiöse Spaltung des Reiches mit sich brachte. Er bat seinen Bruder deshalb, den Reichstagsabschied zu verzögern und sein persönliches Erscheinen auf dem Reichstag abzuwarten. Ferdinand war froh, dass nach schwierigen Verhandlungen ein tragfähiger Konsens hergestellt war, und entsprach dieser Bitte nicht. Um den Reichstagsabschied nicht zu gefährden, verheimlichte Ferdinand auch die Rücktrittsdrohung seines Bruders gegenüber den Reichsständen.
Der Religionsfrieden war Bestandteil des Reichstagsabschieds vom 25. September 1555. Der Abschied enthielt neben dem eigentlichen Religionsfrieden auch Änderungen der Kammergerichtsordnung und der Exekutionsordnung zur Durchsetzung des Landfriedens. Zum Kammergericht wurden jetzt auch Lutheraner als Assessoren und Richter zugelassen.

## Inhalt und Regelungen
Die Grundidee des Augsburger Reichs- und Religionsfriedens bestand darin, die theologischen Fragen vollständig auszuklammern und das Zusammenleben von Katholiken und Lutheranern reichsrechtlich zu regeln. Im Gegensatz zu vorherigen Friedensschlüssen sollte diese Regelung kein Provisorium sein, sondern bis zu einer möglichen Wiedervereinigung der beiden großen Konfessionen im Reich gelten. Wegen der Weigerung Kaiser Karls V., den Religionsfrieden in seinem Heimatland zu akzeptieren, hatte dieser im Burgundischen Reichskreis keine Gültigkeit.
Der Augsburger Reichs- und Religionsfrieden ist in seinen Einzelheiten ein schwer zugänglicher juristischer Text. Auslegungsfragen haben daher später das Verhältnis der Konfessionen im Reich schwer belastet. Dabei sind die dem Vertrag zugrunde liegenden Ideen sehr einfach zu erfassen:

### Ausweitung des Landfriedens
Der Augsburger Religionsfrieden garantierte die Koexistenz von Katholiken und Lutheranern, dabei wurden die bestehenden Religionsprobleme nur juristisch, nicht jedoch theologisch geregelt. Als Bezugsrahmen dafür galt die seit dem Wormser Reformreichstag von 1495 bestehende Landfriedensordnung, in die nun die Lutheraner mit aufgenommen wurden. Lutherischen und katholischen Reichsständen wurde damit ihr jeweiliges Kirchenwesen garantiert. Beide Konfessionen standen zukünftig unter reichsrechtlichem Schutz. Ein Krieg aus religiösen Gründen galt forthin als Landfriedensbruch.
Dies galt jedoch nur für die katholischen und die auf dem Boden der Confessio Augustana stehenden Reichsstände. Andere protestantische Konfessionen wie die Täufer waren von dieser Regelung ausdrücklich ausgeschlossen. Ungeklärt blieb, ob die reformierten Anhänger Ulrich Zwinglis oder Johannes Calvins sich auf die Regelungen berufen konnten. Katholiken und Lutheraner bestritten diesen Anspruch. Die Reformierten erklärten, auch Anhänger der Confessio Augustana zu sein, konnten dies aber erst auf dem Augsburger Reichstag von 1566 faktisch durchsetzen. Der Sonderstatus der Juden, der elf Jahre zuvor auf dem Reichstag zu Speyer geklärt worden war, war vom Religionsfrieden nicht betroffen.

### Cuius regio, eius religio
Die Kernregelung des Augsburger Religionsfriedens ging von einer nicht mehr religiösen, sondern vielmehr politischen Kompromissformel aus, der beide Seiten zustimmen konnten: Wer das Land regiert, solle den Glauben bestimmen: cuius regio, eius religio („wessen Land, dessen Religion“) – eine Formel, die der Greifswalder Jurist Joachim Stephani um 1604, also postum, für das ius reformandi so treffend einführte, dass sie sich bis heute gehalten hat.
Dieser Bekenntnisbann bedeutete aber keine religiöse Freiheit der Untertanen oder gar religiöse Toleranz, sondern Freiheit der Fürsten, ihre Religion zu wählen. Den Untertanen, die nicht konvertieren wollten, wurde mit dem ius emigrandi (§ 24 des Reichsabschiedes) lediglich das Recht eingeräumt, in ein Territorium ihres Glaubens auszuwandern.
Es war somit ein Sieg der Territorialherren über das Reich, der Sieg der fürstlichen Libertät über die Zentralgewalt, der Sieg des religiösen Pluralismus über die Idee des universalen christlichen Kaisertums. Nach 1555 hatte der Kaiser keine religiösen Kompetenzen mehr, Luthertum und Katholizismus waren formal gleichberechtigt. Die lutherischen Stände hatten genau das erreicht, was ihnen vor Beginn des Schmalkaldischen Krieges verwehrt worden war: Die Anerkennung ihres Augsburger Bekenntnisses, der Confessio Augustana.

### Sonderregelungen
Nach 1555 sah es tatsächlich so aus, als hätte sich die friedliche Absicht des Augsburger Religionsfriedens bewahrheitet. Die Situation beruhigte sich zunächst, was auch mit den politischen Umständen zusammenhing: Kaiser Ferdinand I. (der nach der Abdankung seines Bruders Karl V. dessen Sitz eingenommen hatte) blieb ein „friedliebender alter Herr, der mit den meisten protestantischen Fürsten ausgesprochen gut auskam“, und bei seinem Nachfolger Maximilian II. wird sogar vermutet, dass er in seiner Jugend Sympathien für den Protestantismus hegte. 
In den 1570er Jahren vollzog sich allmählich ein Generationswechsel der politischen Akteure. Mit Rudolf II. betrat ein besonders antiprotestantischer und wenig kompromissbereiter Kaiser die politische Bühne. Nun flammte auch wieder die Konfrontation zwischen den beiden Konfessionen auf. Man war nun stets darauf bedacht, seine eigene Meinung um jeden Preis durchzusetzen, und nahm dabei auch eine Verschärfung der Konfliktlage in Kauf. Die Theologen diskutierten nun über doppeldeutige und widersprüchliche Stellen, die sich bei genauerem Hinsehen im Kontrakt ergaben und zum Nutzen der eigenen und Schaden der gegnerischen Partei ausgelegt werden konnten. Ursache für die Existenz zahlreicher Unklarheiten war vermutlich, dass man sie brauchte, um überhaupt einen kompromissfähigen Kontrakt schließen zu können. Anfangs war diese Taktik noch aufgegangen, ab den 1570er Jahren wurde jedoch klar, dass die Unklarheiten im Vertragstext zu weiteren Konflikten führen würden.
Besonderes Konfliktpotential hatten zwei Sonderregelungen: Eine dieser Ausnahmeregelungen war eine im Augsburger Religionsfrieden enthaltene Klausel, das Reservatum ecclesiasticum (lat. „geistlicher Vorbehalt“), welches für geistliche Territorien eine Ausnahme im Grundsatz des ius reformandi vorsah. Sollte ein geistlicher Territorialherr zum Protestantismus konvertieren, so musste er sein Amt niederlegen und seine Herrschaft (seine Pfründe) aufgeben. Infolgedessen stand der Wahl eines katholischen Nachfolgers durch das zugehörige Dom- oder Stiftskapitel nichts mehr im Wege. Letzten Endes zielte der „geistliche Vorbehalt“ also darauf ab, die Säkularisation geistlicher Fürstentümer zu unterbinden.
Damit war die Mehrzahl der lutherischen Stände nicht einverstanden, sie sahen den „geistlichen Vorbehalt“ als eine deutliche Benachteiligung an. Die Klausel wurde von ihnen wahrscheinlich nur geduldet, weil der Kaiser in einem Zusatzvertrag, der Declaratio Ferdinandea, landsässigen evangelischen Rittern, Reichsstädten, Adligen und Gemeinden in geistlichen Gebieten Bekenntnisfreiheit zugestand. Da solche Zusatzerklärungen laut § 28 des Augsburger Religionsfriedens jedoch nicht erlaubt waren und die Declaratio nicht in den offiziellen Reichstagsabschied aufgenommen wurde, zweifelten Katholiken später oft an deren Wahrheitsgehalt. Der Großteil der Protestanten hingegen sah den „geistlichen Vorbehalt“ als nicht verbindlich an.
Ein weiterer Streitpunkt war der Reichsstädteartikel. Fast alle Reichsstädte hatten sich der Reformation geöffnet, die Bevölkerung war protestantisch, doch gab es in einigen Städten kleine katholische Minderheiten. Die Reichsstädte wollten nicht akzeptieren, dass die Minderheit die Hälfte der Kirchen nutzen dürfe oder die Hälfte der städtischen Ämter besetzen. Auch die sichtbare Ausübung der katholischen Religion (etwa mit Prozessionen) wurde als politische Provokation angesehen.
Ebenso blieb die reichsrechtliche Stellung der Calvinisten ungeklärt, der Augsburger Religionsfrieden galt ausdrücklich nur für die Anhängerschaft der Confessio Augustana.
Trotz all dieser Konfliktfelder sicherte der Augsburger Religionsfrieden zusammen mit dem gleichzeitig vereinbarten allgemeinen Landfrieden (§ 16) dem Reich einen inneren Frieden und verhinderte über 60 Jahre lang den Ausbruch eines größeren Krieges. Diese Friedensperiode stellt eine der längsten in der europäischen Geschichte dar. Erst mit Ausbruch des Dreißigjährigen Krieges 1618 traten die Gegensätze erneut und umso heftiger hervor.

## Auszug aus dem Augsburger Reichs- und Religionsfrieden vom 25. September 1555

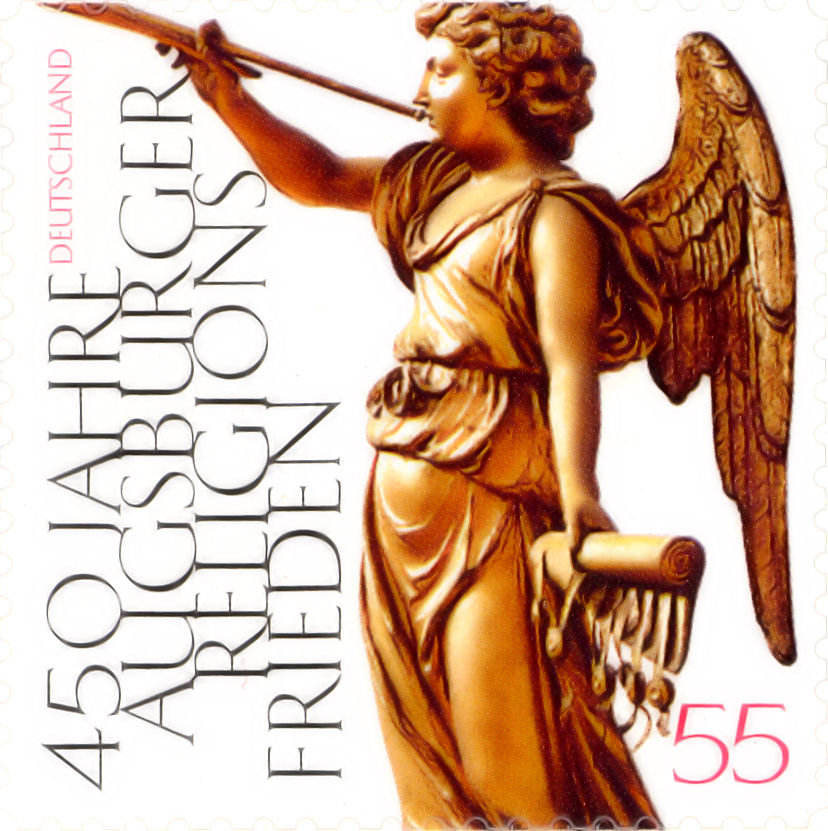
450 Jahre Augsburger Religionsfrieden: Deutsche Sondermarke von 2005

- „Setzen demnach, ordnen, wollen und gebieten, daß fernerhin niemand, welcher Würde, Standes oder Wesens er auch sei, den anderen befehden, bekriegen, fangen, überziehen, belagern, […] [möchte], sondern ein jeder den anderen mit rechter Freundschaft und christlicher Liebe entgegentreten soll und durchaus die Kaiserliche Majestät und Wir (der römische König Ferdinand, der für seinen Bruder Karl V. die Verhandlungen führte) alle Stände, und wiederum die Stände Kaiserliche Majestät und Uns, auch ein Stand den anderen, bei dieser nachfolgenden Religionskonstruktion des aufgerichteten Landfriedens in allen Stücken lassen sollen.“ (§ 14 – Landfriedensformel)

- „Und damit solcher Friede auch trotz der Religionsspaltung, wie es die Notwendigkeit des Heiligen Reiches Deutscher Nation erfordert, desto beständiger zwischen der Römischen Kaiserlichen Majestät, Uns, sowie den Kurfürsten, Fürsten, und Ständen aufgerichtet und erhalten werden möchte, so sollen die Kaiserliche Majestät, Wir, sowie die Kurfürsten, Fürsten und Stände keinen Stand des Reiches wegen der Augsburgischen Konfession, und deren Lehre, Religion und Glauben in gewaltsamer Weise überziehen, beschädigen, vergewaltigen oder auf anderem Wege wider Erkenntnis, Gewissen und Willen von dieser Augsburgischen Konfession, Glauben, Kirchengebräuchen, Ordnungen und Zeremonien, die sie aufgerichtet haben oder aufrichten werden, in ihren Fürstentümern, Ländern und Herrschaften etwas erzwingen oder durch Mandat erschweren oder verachten, sondern diese Religion, ihr liegendes und fahrendes Hab und Gut, Land, Leute, Herrschaften, Obrigkeiten, Herrlichkeiten und Gerechtigkeiten ruhig und friedlich belassen, und es soll die strittige Religion nicht anders als durch christliche, freundliche und friedliche Mittel und Wege zu einhelligem, christlichem Verständnis und Vergleich gebracht werden.“ (§ 15 – Religionsformel)

- „[…] Wo ein Erzbischoff, Bischoff, Prälat oder ein anderer geistliches Stands von Unser alten Religion abtretten würde, dass derselbig sein Erzbistumb, Bistumbe, Prälatur und andere Benificia, auch damit alle Frucht und Einkommen, so er davon gehabt, alsbald ohn einige Verwiderung und Verzug, jedoch seinen Ehren ohnnachteilig, verlassen, auch den Capituln, und denen es von gemeinhin Rechten oder der Kirchen und Stifft Gewohnheiten zugehört, ein Person, der alten Religion verwandt, zu wehlen und zu ordnen zugelassen sehn, welche auch samt der geistlichen Capituln und anderen Kirchen bey der Kirchen und Stifft-Fundationen, Electionen, Präsentationen, Confirmationen, altem Herkommen, Gerechtigkeiten und Gütern, liegend und fahrend, unverhindert und friedlich gelassen werden sollen, jedoch künfftiger Christlicher, freundlicher und endlicher Vergleichung der Religion unvergreifflich.“ (§ 18 – Geistlicher Vorbehalt, Reservatum ecclesiasticum)

### Primärliteratur
- Rosemarie Aulinger, Erwein H. Eltz, Ursula Machoczek (Hrsg.): Der Reichstag zu Augsburg 1555 (= Deutsche Reichstagsakten. Jüngere Reihe: Deutsche Reichstagsakten unter Kaiser Karl V. Band 20). Oldenbourg, München 2009, ISBN 978-3-486-58737-1 (4 Teilbände; rezensiert in sehepunkte[26]).
- Christian August Salig: Vollständige Historie der Augspurgischen Confeßion und derselben Apologie. Halle 1730 (Volltext mit Quellenauszügen).

### Sekundärliteratur
- Thomas Brockmann: Augsburger Religionsfrieden. In: Enzyklopädie der Neuzeit. Band 1. Abendland-Beleuchtung. J. B. Metzler, Stuttgart 2005, ISBN 978-3-476-01991-2, doi:10.1163/2352-0248_edn_SIM_243147.
- Axel Gotthard: Der Augsburger Religionsfrieden (= Reformationsgeschichtliche Studien und Texte. Band 148). Aschendorff, Münster 2004, ISBN 3-402-03815-3.
- Axel Gotthard: Vom Schmalkaldischen Krieg zum Augsburger Religionsfrieden: Die Durchsetzung der Reformation. In: Zeitverlag Gerd Bucerius (Hrsg.): DIE ZEIT Welt- und Kulturgeschichte in 20 Bänden. Band 08, S. 197–203.
- Carl A. Hoffmann, Markus Johanns, Annette Kranz, Maximilianmuseum (Hrsg.): Als Frieden möglich war. 450 Jahre Augsburger Religionsfrieden, Begleitband zur Ausstellung im Maximilianmuseum Augsburg (16. Juni – 16. Oktober 2005). Schnell und Steiner, Regensburg 2005, ISBN 3-7954-1748-1.
- Karl-Hermann Kästner: Augsburger Religionsfriede. In: Albrecht Cordes, Heiner Lück, Dieter Werkmüller u. a. (Hrsg.): Handwörterbuch zur deutschen Rechtsgeschichte. 2. Auflage. Band 1. Erich Schmid, Berlin 2008, ISBN 978-3-503-07912-4, Sp. 360–362 (Ruth Schmidt-Wiegand als philologischer Beraterin; Redaktion: Falk Hess und Andreas Karg; völlig überarbeitete und erweiterte Auflage).
- Thomas Kaufmann: Geschichte der Reformation. Suhrkamp, Frankfurt am Main 2009, ISBN 978-3-458-71024-0.
- Harm Klueting: Das konfessionelle Zeitalter. Ulmer, Stuttgart 1989, ISBN 3-8001-2611-7.
- Wolfgang Wüst, Georg Kreuzer, Nicola Schümann (Hrsg.): Der Augsburger Religionsfriede 1555. Ein Epochenereignis und seine regionale Verankerung (= Zeitschrift des Historischen Vereins für Schwaben. 98). Augsburg 2005, ISBN 3-89639-507-6.
- Wolfgang Wüst: Der Augsburger Religionsfrieden. Seine Rezeption in den Territorien des Reiches. In: Herbergen der Christenheit. Jahrbuch für deutsche Kirchengeschichte. Sonderband 11, Leipzig 2006, S. 147–163.
- Heinz Schilling, Heribert Smolinsky (Hrsg.): Der Augsburger Religionsfrieden 1555. Wissenschaftliches Symposium aus Anlass des 450. Jahrestages des Friedensschlusses, Augsburg 21. bis 25. September 2005 (= Reformationsgeschichtliche Studien und Texte. Band 150). Aschendorff, Münster 2007, ISBN 978-3-402-11575-6 (Auch als: Schriften des Vereins für Reformationsgeschichte. Band 206. Gütersloher Verl.-Haus, Gütersloh 2007, ISBN 978-3-579-05762-0).